# Football League Trophy 2013/14
De Football League Trophy 2013–14, bekend als de Johnstone's Paint Trophy 2013–14 door sponsorredenen, is de 30ste editie van de Football League Trophy, een knock-outtoernooi voor Engelse clubs in League One en Two.

## Eerste ronde
De eerste ronde werd gehouden in de week van 2 september 2013. Zestien teams hadden een Bye naar de tweede ronde .

### Noord-Sectie
Noord-west
|                        |                 |        |                |                                                                           |
| 3 september 2013 19:00 | Tranmere Rovers | 1–2    | Fleetwood Town | Prenton Park, Birkenhead Toeschouwers: 1.937 Scheidsrechter: Carl Boyeson |
| 3 september 2013 19:00 | Horwood 37'     | Report | Matt 48', 66'  | Prenton Park, Birkenhead Toeschouwers: 1.937 Scheidsrechter: Carl Boyeson |

|                        |               |     |              |                                                                    |
| 3 september 2013 19:15 | Port Vale     | 2–1 | Bury         | Vale Park, Burslem Toeschouwers: 2.351 Scheidsrechter: David Coote |
| 3 september 2013 19:15 | Pope 80', 90' |     | Sedgwick 71' | Vale Park, Burslem Toeschouwers: 2.351 Scheidsrechter: David Coote |

|                        |                 |        |                    |                                                                              |
| 3 september 2013 19:30 | Crewe Alexandra | 1–0    | Accrington Stanley | Alexandra Stadium, Crewe Toeschouwers: 2.077 Scheidsrechter: Tony Harrington |
| 3 september 2013 19:30 | Aneke 79'       | Report |                    | Alexandra Stadium, Crewe Toeschouwers: 2.077 Scheidsrechter: Tony Harrington |

|                        |                 |     |                                             |                                                                                  |
| 3 september 2013 19:30 | Shrewsbury Town | 1–4 | Oldham Athletic                             | Greenhous Meadow, Shrewsbury Toeschouwers: 1.748 Scheidsrechter: Seb Stockbridge |
| 3 september 2013 19:30 | Burke 45'       |     | Philliskirk 9', 26' Rooney 42' Schmeltz 75' | Greenhous Meadow, Shrewsbury Toeschouwers: 1.748 Scheidsrechter: Seb Stockbridge |

North-East
|                        |                                                                |     |               |                                                                             |
| 3 september 2013 19:00 | Hartlepool United                                              | 5–0 | Bradford City | Victoria Park, Hartlepool Toeschouwers: 1.740 Scheidsrechter: Richard Clark |
| 3 september 2013 19:00 | James 24' Franks 48' Burgess 56' Compton 59' (pen.) Rodney 87' |     |               | Victoria Park, Hartlepool Toeschouwers: 1.740 Scheidsrechter: Richard Clark |

|                        |              |     |               |                                                                         |
| 3 september 2013 19:45 | Notts County | 1–0 | Burton Albion | Meadow Lane, Nottingham Toeschouwers: 1.240 Scheidsrechter: Darren Bond |
| 3 september 2013 19:45 | McGregor 39' |     |               | Meadow Lane, Nottingham Toeschouwers: 1.240 Scheidsrechter: Darren Bond |

|                        |                               |     |                                     |                                                                              |
| 3 september 2013 19:45 | Scunthorpe United             | 0–0 | Sheffield United                    | Glanford Park, Scunthorpe Toeschouwers: 2.352 Scheidsrechter: Jeremy Simpson |
| 3 september 2013 19:45 |                               |     |                                     | Glanford Park, Scunthorpe Toeschouwers: 2.352 Scheidsrechter: Jeremy Simpson |
| 3 september 2013 19:45 | Strafschoppen                 |     |                                     | Glanford Park, Scunthorpe Toeschouwers: 2.352 Scheidsrechter: Jeremy Simpson |
| 3 september 2013 19:45 | Burton Dawson Welsh Hawkridge | 3–5 | Collins Baxter Coady Taylor McGinty | Glanford Park, Scunthorpe Toeschouwers: 2.352 Scheidsrechter: Jeremy Simpson |

|                        |                                |     |                                |                                                                             |
| 3 september 2013 19:45 | Wolverhampton Wanderers        | 2–2 | Walsall                        | Molineux, Wolverhampton Toeschouwers: 13.481 Scheidsrechter: Darren Deadman |
| 3 september 2013 19:45 | McAlinden 5' Sako 63'          |     | Hemmings 54' Hewitt 85'        | Molineux, Wolverhampton Toeschouwers: 13.481 Scheidsrechter: Darren Deadman |
| 3 september 2013 19:45 | Strafschoppen                  |     |                                | Molineux, Wolverhampton Toeschouwers: 13.481 Scheidsrechter: Darren Deadman |
| 3 september 2013 19:45 | Sigurðarson Sako Doherty Davis | 4–2 | Westcarr Taylor Mantom Downing | Molineux, Wolverhampton Toeschouwers: 13.481 Scheidsrechter: Darren Deadman |

Byes
Carlisle United, Morecambe, Preston North End, Rochdale, Chesterfield, Mansfield Town, Rotherham United, York City.

### Zuid-Sectie
Zuid-west
|                        |             |                         |                   |                                                                        |
| 3 september 2013 19:15 | Exeter City | 0–2                     | Wycombe Wanderers | St. James Park, Exeter Toeschouwers: 1,654 Scheidsrechter: Steve Bratt |
| 3 september 2013 19:15 |             | McClure 29' Stewart 83' |                   | St. James Park, Exeter Toeschouwers: 1,654 Scheidsrechter: Steve Bratt |

|                        |                                    |     |                                          |                                                                                     |
| 3 september 2013 19:45 | Cheltenham Town                    | 3–3 | Plymouth Argyle                          | Abbey Business Stadium, Cheltenham Toeschouwers: 1.236 Scheidsrechter: Mark Heywood |
| 3 september 2013 19:45 | Gillespie 5', 61' Taylor 67'       |     | Boco 15' Alessandra 17' Bencherif 57'    | Abbey Business Stadium, Cheltenham Toeschouwers: 1.236 Scheidsrechter: Mark Heywood |
| 3 september 2013 19:45 | Strafschoppen                      |     |                                          | Abbey Business Stadium, Cheltenham Toeschouwers: 1.236 Scheidsrechter: Mark Heywood |
| 3 september 2013 19:45 | Lowe Noble Deering Taylor Harrison | 4–5 | Boco Alessandra Hourihane Reckord Morgan | Abbey Business Stadium, Cheltenham Toeschouwers: 1.236 Scheidsrechter: Mark Heywood |

|                        |                           |     |                                             |                                                                   |
| 3 september 2013 19:45 | Torquay United            | 0–0 | Portsmouth                                  | Plainmoor, Torquay Toeschouwers: 1.951 Scheidsrechter: Keith Hill |
| 3 september 2013 19:45 |                           |     |                                             | Plainmoor, Torquay Toeschouwers: 1.951 Scheidsrechter: Keith Hill |
| 3 september 2013 19:45 | Strafschoppen             |     |                                             | Plainmoor, Torquay Toeschouwers: 1.951 Scheidsrechter: Keith Hill |
| 3 september 2013 19:45 | Hawley Ball Mansell Tonge | 3–5 | Bradley Wallace Holmes Craddock Moutaouakil | Plainmoor, Torquay Toeschouwers: 1.951 Scheidsrechter: Keith Hill |

|                        |                               |     |                |                                                                        |
| 4 september 2013 19:45 | Bristol City                  | 2–1 | Bristol Rovers | Ashton Gate, Bristol Toeschouwers: 17.888 Scheidsrechter: Simon Hooper |
| 4 september 2013 19:45 | Emmanuel-Thomas 12' Bryan 76' |     | McChrystal 59' | Ashton Gate, Bristol Toeschouwers: 17.888 Scheidsrechter: Simon Hooper |

Zuid-Oost
|                        |                                                         |     |                                     |                                                                      |
| 3 September 2013 19:00 | Brentford                                               | 5–3 | AFC Wimbledon                       | Griffin Park, Londen Toeschouwers: 4.189 Scheidsrechter: Lee Collins |
| 3 September 2013 19:00 | El Alagui 41', 54' Norris 52' Nugent 64' Javi Venta 69' |     | Fenlon 56' Francomb 82' Sweeney 90' | Griffin Park, Londen Toeschouwers: 4.189 Scheidsrechter: Lee Collins |

|                        |                                         |        |                   | |
| 3 September 2013 19:00 | Dagenham & Redbridge                    | 4–1    | Colchester United | London Borough of Barking & Dagenham Stadium, Dagenham Toeschouwers: 1.050 Scheidsrechter: Charles Breakspear |
| 3 September 2013 19:00 | Elito 53' Saah 64' Ogogo 78' Dennis 85' | Report | Wilson 38'        | London Borough of Barking & Dagenham Stadium, Dagenham Toeschouwers: 1.050 Scheidsrechter: Charles Breakspear |

|                        |            |        |                           |                                                                                       |
| 3 September 2013 19:00 | Gillingham | 1–3    | Leyton Orient             | MEMS Priestfield Stadium, Gillingham Toeschouwers: 1.630 Scheidsrechter: Michael Bull |
| 3 September 2013 19:00 | Dack 68'   | Report | Batt 26' (pen.), 45', 59' | MEMS Priestfield Stadium, Gillingham Toeschouwers: 1.630 Scheidsrechter: Michael Bull |

|                        |                      |     |                  |                                                                              |
| 3 september 2013 19:45 | Milton Keynes Dons   | 2–0 | Northampton Town | Stadium MK, Milton Keynes Toeschouwers: 4.299 Scheidsrechter: Graham Horwood |
| 3 september 2013 19:45 | Bamford 53' Alli 58' |     |                  | Stadium MK, Milton Keynes Toeschouwers: 4.299 Scheidsrechter: Graham Horwood |

Byes
Crawley Town, Newport County, Oxford United, Swindon Town, Coventry City, Peterborough United, Southend United, Stevenage.

## Tweede ronde
De tweede ronde werd gespeeld in de week van 8 oktober 2013 . De loting werd gehouden op 7 september 2013.

### Noord-Sectie
Noord-west
|                          |           |              |          |                                        |
| 8 oktober 2013 19:30 GMT | Port Vale | 0–1          | Rochdale | Vale Park, Burslem Toeschouwers: 2,612 |
| 8 oktober 2013 19:30 GMT |           | Rafferty 40' |          | Vale Park, Burslem Toeschouwers: 2,612 |

|                          |                                        |     |                 |                                                 |
| 8 oktober 2013 19:45 GMT | Fleetwood Town                         | 4–0 | Crewe Alexandra | Highbury Stadium, Fleetwood Toeschouwers: 1.928 |
| 8 oktober 2013 19:45 GMT | Ball 40' Parkin 44' Pond 47' Blair 90' |     |                 | Highbury Stadium, Fleetwood Toeschouwers: 1.928 |

|                         |               |     |                 |                                            |
| 8 oktober 2013 19:45GMT | Morecambe     | 0–0 | Carlisle United | Globe Arena, Morecambe Toeschouwers: 2.297 |
| 8 oktober 2013 19:45GMT |               |     |                 | Globe Arena, Morecambe Toeschouwers: 2.297 |
| 8 oktober 2013 19:45GMT | Strafschoppen |     |                 | Globe Arena, Morecambe Toeschouwers: 2.297 |
| 8 oktober 2013 19:45GMT | 3–4           |     |                 | Globe Arena, Morecambe Toeschouwers: 2.297 |

|                          |                   |                              |                 |                                       |
| 8 oktober 2013 19:45 GMT | Preston North End | 0–2                          | Oldham Athletic | Deepdale, Preston Toeschouwers: 5.987 |
| 8 oktober 2013 19:45 GMT |                   | Philliskirk 2' Wesolowski 9' |                 | Deepdale, Preston Toeschouwers: 5.987 |

Noord-Oost
|                          |                |                |              |                                                 |
| 8 oktober 2013 19:45 GMT | Mansfield Town | 0–1            | Chesterfield | One Call Stadium, Mansfield Toeschouwers: 4.834 |
| 8 oktober 2013 19:45 GMT |                | McSheffrey 72' |              | One Call Stadium, Mansfield Toeschouwers: 4.834 |

|                          |                  |           |                   |                                             |
| 8 oktober 2013 19:45 GMT | Sheffield United | 0–1       | Hartlepool United | Bramall Lane, Sheffield Toeschouwers: 4.189 |
| 8 oktober 2013 19:45 GMT |                  | Poole 37' |                   | Bramall Lane, Sheffield Toeschouwers: 4.189 |

|                        |                         |     |              |                                             |
| oktober 2013 19:45 GMT | Wolverhampton Wanderers | 0–0 | Notts County | Molineux, Wolverhampton Toeschouwers: 7.166 |
| oktober 2013 19:45 GMT |                         |     |              | Molineux, Wolverhampton Toeschouwers: 7.166 |
| oktober 2013 19:45 GMT | Strafschoppen           |     |              | Molineux, Wolverhampton Toeschouwers: 7.166 |
| oktober 2013 19:45 GMT | 1–3                     |     |              | Molineux, Wolverhampton Toeschouwers: 7.166 |

|                          |           |                                       |                  |                                            |
| 8 oktober 2013 19:45 GMT | York City | 0–3                                   | Rotherham United | Bootham Crescent, York Toeschouwers: 2.372 |
| 8 oktober 2013 19:45 GMT |           | Smith 17' (e.d.) Agard 63' Revell 69' |                  | Bootham Crescent, York Toeschouwers: 2.372 |

## Regionale kwartfinales
De regionale kwartfinales werden gespeeld in de week van 11 november 2014. De loting werd gehouden op 12 oktober 2013

### Noord-Sectie
|                            |                                                                          |         |              |                                                                       |
| 12 november 2013 19:45 GMT | Oldham Athletic                                                          | 5–1     | Notts County | Boundary Park, Oldham Toeschouwers: 2.646 Scheidsrechter: Andy Haines |
| 12 november 2013 19:45 GMT | Tarkowski 30' Philliskirk 45' (pen.), 84' Dayton 67' Clarke-Harris 90+6' | Verslag | Murray 13'   | Boundary Park, Oldham Toeschouwers: 2.646 Scheidsrechter: Andy Haines |

|                            |                                  |        |          |                                                                                  |
| 12 november 2013 19:45 GMT | Chesterfield                     | 3–0    | Rochdale | Proact Stadium, Chesterfield Toeschouwers: 2.897 Scheidsrechter: Chris Sarginson |
| 12 november 2013 19:45 GMT | Banks 45+2', 79' Gnanduillet 73' | Report |          | Proact Stadium, Chesterfield Toeschouwers: 2.897 Scheidsrechter: Chris Sarginson |

|                            |                   |        |                    |                                                                               |
| 12 november 2013 19:45 GMT | Hartlepool United | 1–2    | Rotherham United   | Victoria Park, Hartlepool Toeschouwers: 2.911 Scheidsrechter: Darren Drysdale |
| 12 november 2013 19:45 GMT | Monkhouse 24'     | Report | Eaves 9' Agard 45' | Victoria Park, Hartlepool Toeschouwers: 2.911 Scheidsrechter: Darren Drysdale |

|                            |                      |         |                 |                                                                                |
| 13 november 2013 19:45 GMT | Fleetwood Town       | 2–0     | Carlisle United | Highbury Stadium, Fleetwood Toeschouwers: 2.446 Scheidsrechter: Stuart Attwell |
| 13 november 2013 19:45 GMT | Ball 5' Sarcevic 54' | Verslag |                 | Highbury Stadium, Fleetwood Toeschouwers: 2.446 Scheidsrechter: Stuart Attwell |

### Zuid-Sectie
|                            |                  |     |                   |                                                                       |
| 12 november 2013 19:45 GMT | Swindon Town     | 2–1 | Wycombe Wanderers | County Ground, Swindon Toeschouwers: 3.940 Scheidsrechter: Carl Berry |
| 12 november 2013 19:45 GMT | Ajose 78', 90+4' |     | McClure 45+1'     | County Ground, Swindon Toeschouwers: 3.940 Scheidsrechter: Carl Berry |

|                            |                                 |     |            |                                                                         |
| 12 november 2013 19:45 GMT | Newport County                  | 3–0 | Portsmouth | Rodney Parade, Newport Toeschouwers: 2.849 Scheidsrechter: Graham Scott |
| 12 november 2013 19:45 GMT | Washington 5', 83' Oshilaja 19' |     |            | Rodney Parade, Newport Toeschouwers: 2.849 Scheidsrechter: Graham Scott |

|                            |                     |     |                      |                                                                                    |
| 12 november 2013 19:45 GMT | Peterborough United | 1–0 | Dagenham & Redbridge | London Road Stadium, Peterborough Toeschouwers: 4.830 Scheidsrechter: Mark Haywood |
| 12 november 2013 19:45 GMT | Assombalonga 57'    |     |                      | London Road Stadium, Peterborough Toeschouwers: 4.830 Scheidsrechter: Mark Haywood |

|                            |                                     |     |                               |                                                                           |
| 12 november 2013 19:45 GMT | Stevenage                           | 3–2 | Leyton Orient                 | Broadhall Way, Stevenage Toeschouwers: 1.532 Scheidsrechter: James Adcock |
| 12 november 2013 19:45 GMT | Zoko 2' Akins 12' Morais 16' (pen.) |     | Mooney 14' James 45+3' (pen.) | Broadhall Way, Stevenage Toeschouwers: 1.532 Scheidsrechter: James Adcock |

## Regionale Halve finale
De regionale Halve finale werd gespeeld in de week van 9 december 2013.

### Noord-Sectie
|                              |                |     |                  |                             |
| 9/10 december 2013 19:45 GMT | Fleetwood Town | 2-1 | Rotherham United | Highbury Stadium, Fleetwood |
| 9/10 december 2013 19:45 GMT |                |     |                  | Highbury Stadium, Fleetwood |

|                              |                 |             |              |                       |
| 9/10 december 2013 19:45 GMT | Oldham Athletic | 1-1 (5-6 p) | Chesterfield | Boundary Park, Oldham |
| 9/10 december 2013 19:45 GMT |                 |             |              | Boundary Park, Oldham |

### Zuid-Sectie
|                              |              |             |           |                        |
| 9/10 december 2013 19:45 GMT | Swindon Town | 1-1 (3-1 p) | Stevenage | County Ground, Swindon |
| 9/10 december 2013 19:45 GMT |              |             |           | County Ground, Swindon |

|                            |                |     |                     |                        |
| 10 december 2013 19:45 GMT | Newport County | 0-3 | Peterborough United | Rodney Parade, Newport |
| 10 december 2013 19:45 GMT |                |     |                     | Rodney Parade, Newport |

## Regionale finale
De regionale finale (die dient als de halve finale voor het hele toernooi) werd gespeeld over twee wedstrijden, thuis en uit. Het heenduel werd gespeeld in de week van 3 februari 2014.; De return in de week van 7 februari 2014

### Noord
|                           |                |        |                              |                                                                                      |
| 4 February 2014 19:45 GMT | Fleetwood Town | 1–3    | Chesterfield                 | Stadion: Highbury Stadium, Fleetwood Toeschouwers: 3,508 Scheidsrechter: David Coote |
| 4 February 2014 19:45 GMT | Ball 45'       | Report | Evatt 21' Morsy 24' Ryan 65' | Stadion: Highbury Stadium, Fleetwood Toeschouwers: 3,508 Scheidsrechter: David Coote |
| 4 February 2014 19:45 GMT |                |        |                              | Stadion: Highbury Stadium, Fleetwood Toeschouwers: 3,508 Scheidsrechter: David Coote |
| 4 February 2014 19:45 GMT |                |        |                              | Stadion: Highbury Stadium, Fleetwood Toeschouwers: 3,508 Scheidsrechter: David Coote |
|                           |                |        |                              |                                                                                      |

|                            |              |                |                |                                                                                      |
| 18 February 2014 19:45 GMT | Chesterfield | 0–1 (3–2 agg.) | Fleetwood Town | Stadion: Proact Stadium, Chesterfield Toeschouwers: 6,358 Scheidsrechter: David Webb |
| 18 February 2014 19:45 GMT |              | Report         | Parkin 90'     | Stadion: Proact Stadium, Chesterfield Toeschouwers: 6,358 Scheidsrechter: David Webb |
| 18 February 2014 19:45 GMT |              |                |                | Stadion: Proact Stadium, Chesterfield Toeschouwers: 6,358 Scheidsrechter: David Webb |
| 18 February 2014 19:45 GMT |              |                |                | Stadion: Proact Stadium, Chesterfield Toeschouwers: 6,358 Scheidsrechter: David Webb |
|                            |              |                |                |                                                                                      |

### Zuid
|                           |                               |        |                                 |                                                                                     |
| 5 February 2014 19:15 GMT | Peterborough United           | 2–2    | Swindon Town                    | Stadion: London Road, Peterborough Toeschouwers: 3,312 Scheidsrechter: Paul Tierney |
| 5 February 2014 19:15 GMT | Branco 10' (e.d.) Vassell 14' | Report | Ranger 31' Brisley 45+4' (e.d.) | Stadion: London Road, Peterborough Toeschouwers: 3,312 Scheidsrechter: Paul Tierney |
| 5 February 2014 19:15 GMT |                               |        |                                 | Stadion: London Road, Peterborough Toeschouwers: 3,312 Scheidsrechter: Paul Tierney |
| 5 February 2014 19:15 GMT |                               |        |                                 | Stadion: London Road, Peterborough Toeschouwers: 3,312 Scheidsrechter: Paul Tierney |
|                           |                               |        |                                 |                                                                                     |

|                            |                                                |                         |                                           |                                                                                  |
| 17 February 2014 19:45 GMT | Swindon Town                                   | 1–1 (3–3 agg.) 3–4 pen. | Peterborough United                       | Stadion: County Ground, Swindon Toeschouwers: 6,825 Scheidsrechter: Keith Stroud |
| 17 February 2014 19:45 GMT | Pritchard 34'                                  | Report                  | Assombalonga 75'                          | Stadion: County Ground, Swindon Toeschouwers: 6,825 Scheidsrechter: Keith Stroud |
| 17 February 2014 19:45 GMT | Strafschoppen                                  |                         |                                           | Stadion: County Ground, Swindon Toeschouwers: 6,825 Scheidsrechter: Keith Stroud |
| 17 February 2014 19:45 GMT | Luongo Kasim Pritchard Archibald-Henville Reis |                         | Assombalonga Bostwick Swanson McCann Rowe | Stadion: County Ground, Swindon Toeschouwers: 6,825 Scheidsrechter: Keith Stroud |
|                            |                                                |                         |                                           |                                                                                  |

## Finale
De finale wordt gespeeld in het Wembley Stadium.
|                         |              |        |                                                |                                                                          |
| 30 Maart 2014 14:00 BST | Chesterfield | 1–3    | Peterborough United                            | Wembley Stadium, Londen Toeschouwers: 35,663 Scheidsrechter: Andy D'Urso |
| 30 Maart 2014 14:00 BST | Doyle 53'    | Report | McQuoid 7' Brisley 38' Assombalonga 78' (pen.) | Wembley Stadium, Londen Toeschouwers: 35,663 Scheidsrechter: Andy D'Urso |